# Region Streymoy
Region Streymoy – największy region ze wszystkich wyszczególnionych w podziale administracyjnym Wysp Owczych. Zamieszkuje go 22 188 osób, z czego ponad połowa w stolicy obszaru, jak i archipelagu – Tórshavn. Obejmuje cztery wyspy, z których największą jest Streymoy, główna z nich, a następnymi: Nólsoy, Hestur i Koltur. W okolicy znajduje się też kilka wysepek i szkierów, których nie wlicza się do głównej osiemnastki: Kirkjubøhólmur, Hoyvíkshólmur oraz Grønhólmur. Powierzchnia regionu to około 392 km².
Obszar podzielono na dwa podregiony:
- Norðstreymoyar (Streymoy Północny) zajmuje północną część Streymoy, którą zamieszkuje niewiele ponad 2700 osób. Jedynym miastem, które przekracza tysiąc mieszkańców jest tam Vestmanna.
- Suðurstreymoyar (Streymoy Południowy) obejmuje część południową Streymoy, a także położone opodal wyspy razem ze stolicą – Tórshavn. Mieszka tam około 19 400 osób. Znajduje się tam trzecie co do wielkości miasto na Wyspach Owczych – Hoyvík, liczące ponad 3100 stałych mieszkańców.

## Miasta, osady i gminy regionu Streymoy
- Thorshavn jest stolicą całego archipelagu Wysp Owczych, jak i regionu Streymoy, a także gminy Thorshavn, największej jednostki tego typu w tym kraju. Zamieszkuje je ponad 12 tysięcy osób. Dzieje miasta sięgają X wieku, kiedy została założona tam osada, prawdopodobnie początkowo nie miała żadnych stałych mieszkańców, łączyła jedynie archipelag ze światem handlowym, a później zbierała ludność na posiedzenia lokalnego Althingu w miejscu najstarszej dziś dzielnicy Tinganes. Pierwsi udokumentowani mieszkańcy pojawili się dopiero w XIII wieku, byli to mnisi, którzy zamieszkali w Munkastovan, najstarszym budynku dzisiejszego Tórshavn.
- Hoyvík jest miastem wchodzącym w skład aglomeracji stolicy. Zamieszkuje je ponad 3000 mieszkańców, co daje mu trzecią pod tym względem pozycję na Wyspach. Liczba ta rośnie w ostatnich latach. Przez ten wzrost miasto posiada bardzo wiele nowych domów. Bardzo prawdopodobne, że w niedalekiej przyszłości miasto przekształci się w dzielnicę Tórshavn.
- Argir to kolejne miasto wchodzące w skład aglomeracji Tórshavn. Żyje tam prawie dwa tysiące ludzi i jest to czwarty wynik w skali archipelagu. Jest położone na południe od stolicy, oddzielone od niej rzeczką Við Sandá. Do 1997 miasto posiadało własną gminę Argja kommuna. Pierwszy raz o Argir wzmiankuje się mówiąc o szpitalu dla chorych na trąd w XVI wieku, który w połowie XVIII wieku został przekształcony w przytułek dla ubogich. XX wiek to czar rozwoju miasta – w 1974 powstał najstarszy dziś miejski kościół, a rok wcześniej założono klub piłkarski AB Argir.
- Vestmanna to miasto położone w północno-zachodniej części Streymoy, w gminie Vestmanna kommuna. Mieszka tam ponad 1800 mieszkańców. Nazwa miejscowości może pochodzić od staronordyckiego słowa "Westmann", co dosłownie oznacza "Człowiek Zachodu", a stosowano je do określenia ludów celtyckich. Wcześniej osada nazywała się Vestmannahavn (pol. Port Ludzi Zachodu).
- Kollafjørður to osada położona na północnej granicy Tórshavnar kommuna, zamieszkana przez około 800 ludzi. Populacja drastycznie spada, jeszcze w roku 2002 w miasteczku żyło ponad tysiąc osób. Osada posiada jeden z dziesięciu farerskich, XIX-wiecznych kościołów, zbudowany w 1837. Ostatnimi czasy, w 1985 miał miejsce napad na miejski bank.
- Kvívík to główna osada gminy Kvívíkar kommuna, leżąca nad rzeką Stóra, co znaczy dosłownie "Duża". Zamieszkuje ją niemal 400 osób. Historia tego miejsca sięga czasów wikińskich, na co wskazują pozostałości domów z tamtego okresu.
- Hósvík jest małą osadą położoną w południowej części Sunda kommuna, w części leżącej na Streymoy. Do 1 stycznia 2005 roku istniała osobna Hósvíkar kommuna została jednak zniesiona w procesie redukcji liczby gmin na archipelagu. Miejscowość zamieszkuje około 300 ludzi. Powstała tam firma Thor Shipping.
- Nólsoy to jedyna miejscowość na wyspie Nólsoy, wcześniej jedyna w gminie Nólsoyar kommuna, dziś należy do Tórshavnar kommuna. Zamieszkuje ją około 250 ludzi. Widać z osady stolicę wysp – Tórshavn, do której dopłynięcie zajmuje około 20 minut. Wejście do małego portu zdobią kości kaszalota.
- Kaldbak jest małą osadą leżącą w centrum Tórshavnar kommuna. Liczba ludności nieznacznie  przekracza 200. Pierwsi mieszkańcy przybyli w to miejsce około XI wieku, na co wskazują prace archeologiczne wykonane w okolicy. Dzisiejszy kościół w Kaldbak został zbudowany w 1835, pierwsza droga asfaltowa trafiająca do osady powstała dopiero w 1980 roku.
- Hvalvík (pol. Wielorybia Zatoka) ma jedynie o dwóch mieszkańców mniej od Kaldbak[1]. Leży w Sunda kommuna, wcześniej zaś tworzyło własną gminę, Hvalvíkar kommuna. Często uznawana jest za jedną z części bliźniaczej wioski Hvalvík-Streymnes (razem mają ok. 400 mieszkańców, a odgranicza je rzeka Stóra). Kościół w miejscowości datowany jest na 1829 rok.
- Streymnes jest niewielką miejscowością położoną na drugim brzegu rzeki Stóra, oddzielającej ją od Hvalvík. Opodal osady w latach 1893–1927 działał norweski punkt wypraw wielorybniczych. Liczba ludności osady nie przekracza 200.
- Haldarsvík to osada położona na północnym krańcu Streymoy, zamieszkana przez ok. 150 mieszkańców. Kamienny kościółek pochodzi z 1856 roku, zbudowany na planie ośmiokąta jako jedyna budowla tego typu na całym archipelagu.
- Signabøur leży w centralnej części wyspy Streymoy. Mieszka tam niewiele ponad 150 ludzi. Od 1903 do 1920 była tam stacja wielorybnicza.
- Leynar jest ostatnią miejscowością regionu Streymoy, której liczba mieszkańców przekracza 100 osób. Leży w Kvívíkar kommuna. Urodził się tam Sverri Egholm znany na Wyspach Owczych aktor.
- Hvítanes (pol. Biały Punkt) to osada, która liczy niemal 100 mieszkańców i leży w Tórshavnar kommuna, niewiele na północ od stolicy. Została założona w 1837.
- Kirkjubøur jest jedną z najstarszych i najważniejszych osad w historii Wysp Owczych. W czasach średniowiecznych był to ważny port i siedziba episkopatu. Stracił jednak na znaczeniu, by ostatecznie pogrążyć się przez XVI-wieczny sztorm, który zmył z powierzchni lądu większość domów. Zachował się w stanie niemal nienaruszonym (jedynie drzwi przepadły w czasie tej pamiętnej burzy), najstarszy, zamieszkany, drewniany dom rybacki Kirkjubøargarður, a prócz niego XIII-wieczny kościół św. Olava oraz Katedra Magnusa z ok. 1300 roku. Dziś osada liczy ledwie ponad 70 mieszkańców.
- Tjørnuvík liczy niewiele ponad 70 ludzi, a liczba ta stale rośnie. Leży w Sunda Kommuna. Kościół został tam zbudowany w 1937.
- Válur to osada, której liczba ludności nieznacznie przekracza 50 osób. Leży w Kvívíkar kommuna, na północnym zachodzie wyspy Streymoy.
- Oyrareingir posiada jedynie kilka domów, zamieszkuje ją około 40 ludzi, należy do Tórshavnar kommuna, leży w centralnej części wyspy Streymoy.
- Stykkið, którego populacja to 40 osób, leży w centralnej części Kvívíkar kommuna. Założono ją w 1845 roku.
- Langasandur to osada, którą zamieszkuje ponad 30 osób. Mieści się w Sunda kommuna.
- Hestur (pol. Koń) to jedyna miejscowość wyspy Hestur, położona u podnóża gór Múlin i Eggjarók.  Wyspa zamieszkana była już od czasów wikińskich w miejscu zwanym Hælur, gdzie znajduje się kilka domostw z tamtego okresu. Populacja osady sukcesywnie spada, mimo krótkotrwałych wzrostów demograficznych, i dziś wynosi niewiele ponad 30 ludzi.
- Saksun, liczba ludności tej osady wynosi niewiele ponad 20. Była kiedyś stolicą gminy Skansunar kommuna. Znajduje się w nim muzeum i kościół, zbudowany oryginalnie w Tjørnuvík, przeniesiony jednak w 1858. Muzeum skupia się wokół XVII-wiecznej farmy zwanej Duvugardur.
- Norðradalur to osada na zachodnim brzegu wyspy Streymoy, wchodząca w skład Tórshavnar kommuna. Jej populacja sięga prawie 20 osób.
- Skælingur jest ostatnią miejscowością, której liczba ludności przekracza 10. Leży u podnóża góry Skælingsfjall (767 m n.p.m.), przez długi czas uznawanej za najwyższe wzniesienie archipelagu.
- Kaldbaksbotnur to miejscowość leżąca nad fiordem Kaldbaksfjørður. Jest tam tylko jedno domostwo. Od 1980 została połączona drogą z Kaldbak i Tórshavn, a w 1992 zbudowano tunel łączący ją z Signabøur. Ponad osadą mieści się dolina zwana Mjørkadalur (pol. Dolina Mgły). Są tam też ustawione radary NATO i duńska baza wojskowa.
- Syðradalur to bardzo mała miejscowość na południowo-zachodnim wybrzeżu Streymoy. Istnieje osada o identycznej nazwie na wyspie Kalsoy. Do systemu dróg na Wyspach Syðradalur włączono dopiero w 1982.
- Sund to maleńka wioska, posiadająca jedną farmę i port, który miał odciążyć stołeczny port z dużych statków handlowych, pomysł jednak nie wypalił i korzystają dziś z niego jedyne niewielkie łodzie mieszkańców.
- Koltur jest jedyną osadą na wyspie Koltur, którą zamieszkuje dziś dwóch ludzi. Osada była zamieszkana już w czasach wikińskich, od zawsze posiadając tylko jeden dom. Z czasem jednak ich liczba wzrosła aż do dwóch sąsiadujących ze sobą wiosek. Dopiero w latach 80. XX wieku osada się wyludniła i pozostała tylko jedna rodzina.
- Mjørkadalur tylko czasami uznawane jest za miejscowość, jest to bowiem baza duńskich sił wojskowych i miejsce, gdzie znajdują się radary NATO. Ostatni stały mieszkaniec opuścił ją w 2006 roku. Widnieje w oficjalnych spisach statystycznych z Wysp.